# Discographie de Grateful Dead

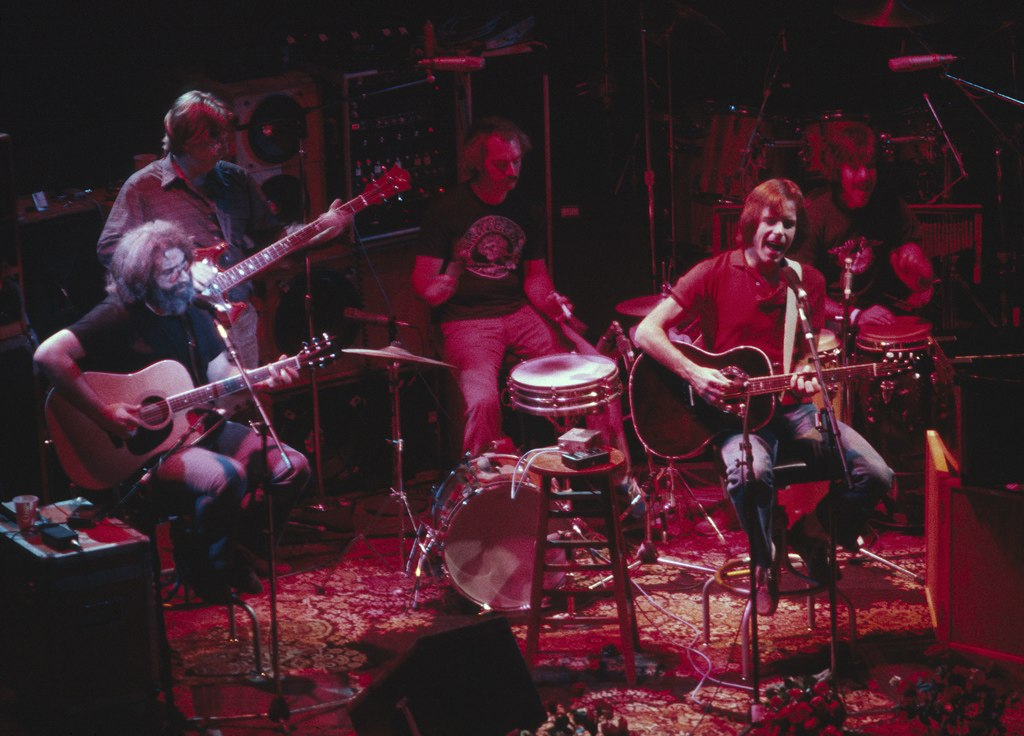
Grateful Dead au Warfield Theatre à San Francisco, 9 octobre 1980.

Au cours de ses trente années de carrière, Grateful Dead a publié quatorze albums studio et d'innombrables albums enregistrés en concert,.

## Albums studio et live contemporains
Le groupe possède une approche particulière vis-à-vis des albums live ; plusieurs sortis au cours de sa carrière jouent le rôle d'albums studio, contenant des titres inédits et ayant été enregistrés peu avant leur sortie. Ils font donc partie intégrante de l'évolution du groupe, d'où leur classement avec les albums studio classiques.
| Sortie            | Titre                                                                | Label         | Certifications (RIAA) | Classement (Billboard) |
| ----------------- | -------------------------------------------------------------------- | ------------- | --------------------- | ---------------------- |
| 17 mars 1967      | The Grateful Dead                                                    | Warner Bros.  | Or                    | 37                     |
| 18 juillet 1968   | Anthem of the Sun                                                    | Warner Bros.  |                       | 87                     |
| 20 juin 1969      | Aoxomoxoa                                                            | Warner Bros.  | Or                    | 73                     |
| 10 novembre 1969  | Live/Dead (en concert)                                               | Warner Bros.  | Or                    | 64                     |
| 14 juin 1970      | Workingman's Dead                                                    | Warner Bros.  | Platine               | 27                     |
| 1er novembre 1970 | American Beauty                                                      | Warner Bros.  | 2 × Platine           | 30                     |
| octobre 1971      | Grateful Dead (en concert)                                           | Warner Bros.  |                       | 25                     |
| 5 novembre 1972   | Europe '72 (en concert)                                              | Warner Bros.  | 2 × Platine           | 20                     |
| 13 juillet 1973   | History of the Grateful Dead Volume One (Bear's Choice) (en concert) | Warner Bros.  |                       | 60                     |
| 15 octobre 1973   | Wake of the Flood                                                    | Grateful Dead |                       | 18                     |
| 27 juin 1974      | Grateful Dead from the Mars Hotel                                    | Grateful Dead |                       | 17                     |
| août 1975         | Blues for Allah                                                      | Grateful Dead |                       | 12                     |
| juin 1976         | Steal Your Face (en concert)                                         | Grateful Dead |                       | 56                     |
| 27 juillet 1977   | Terrapin Station                                                     | Arista        | Or                    | 28                     |
| 15 novembre 1978  | Shakedown Street                                                     | Arista        | Or                    | 41                     |
| 28 avril 1980     | Go to Heaven                                                         | Arista        |                       | 23                     |
| 1er avril 1981    | Reckoning (en concert)                                               | Arista        |                       | 43                     |
| août 1981         | Dead Set (en concert)                                                | Arista        |                       | 29                     |
| 6 juillet 1987    | In the Dark                                                          | Arista        | 2 × Platine           | 6                      |
| 30 janvier 1989   | Dylan and the Dead (avec Bob Dylan)                                  | Columbia      | Or                    | 37                     |
| 31 octobre 1989   | Built to Last                                                        | Arista        | Or                    | 27                     |
| septembre 1990    | Without a Net (en concert) Or                                        | 29            |                       |                        |
| mars 2018         | The Best of The Grateful Dead live (en concert)                      | Rhino         |                       |                        |

## Compilations et coffrets
| Sortie            | Titre                                                  | Label        | Certifications (RIAA) | Classement (Billboard) |
| ----------------- | ------------------------------------------------------ | ------------ | --------------------- | ---------------------- |
| 1974              | Skeletons from the Closet: The Best of Grateful Dead   | Warner Bros. | 3 × Platine           | 75                     |
| 1977              | What a Long Strange Trip It's Been'                    | Warner Bros. | Platine               | 121                    |
| 1987              | Dead Zone: The Grateful Dead CD Collection (1977-1987) | Arista       |                       |                        |
| 15 octobre 1996   | The Arista Years                                       | Arista       |                       | 95                     |
| 13 janvier 1997   | Selections From the Arista Years                       | Arista       |                       |                        |
| 9 novembre 1999   | So Many Roads (1965-1995)                              | Arista       | Or                    | 170                    |
| 16 octobre 2001   | The Golden Road (1965-1973)                            | Rhino        | Or                    | 191                    |
| 16 septembre 2003 | The Very Best of the Grateful Dead                     | Rhino        |                       | 69                     |
| 26 octobre 2004   | Beyond Description (1973-1989)                         | Rhino        |                       |                        |
| 21 septembre 2010 | The Warner Bros. Studio Albums                         | Rhino        |                       |                        |

## Albums d'archives

### Sorties classiques
| Sortie             | Titre                                            | Enregistrement                                               | Certifications (RIAA) | Classement (Billboard)    |
| ------------------ | ------------------------------------------------ | ------------------------------------------------------------ | --------------------- | ------------------------- |
| 15 avril 1991      | One from the Vault                               | 13 août 1975 Great American Music Hall (San Francisco)       |                       | 106                       |
| 1er novembre 1991  | Infrared Roses                                   | 1989-1990 (plusieurs concerts)                               |                       |                           |
| mai 1992           | Two from the Vault                               | 24 août 1968 Shrine Theater (Los Angeles)                    |                       | 119                       |
| 1994               | Grayfolded                                       | 1968-1993 (plusieurs concerts)                               |                       |                           |
| 26 septembre 1995  | Hundred Year Hall                                | 26 avril 1972 Jahrhunderthalle (Francfort)                   | Or                    | 26                        |
| 29 octobre 1996    | Dozin' at the Knick                              | 24-26 mars 1990 Knickerbocker Arena (Albany)                 | Or                    | 74                        |
| 17 juin 1997       | Fallout from the Phil Zone                       | 1967-1995 (plusieurs concerts)                               |                       | 83                        |
| septembre 1997     | Terrapin Station (Limited Edition)               | 15 mars 1990 Capital Centre (Landover)                       |                       |                           |
| 28 octobre 1997    | Live at the Fillmore East 2-11-69                | 11 février 1969 Fillmore East (New York)                     |                       | 77                        |
| juin 2000          | View from the Vault, Volume One                  | 8 juillet 1990 Three Rivers Stadium (Pittsburgh)             |                       |                           |
| 10 octobre 2000    | Ladies and Gentlemen... The Grateful Dead        | avril 1971 Fillmore East (New York)                          | Or                    | 165                       |
| 8 juin 2001        | View from the Vault, Volume Two                  | 14 juin 1991 Robert F. Kennedy Memorial Stadium (Washington) |                       |                           |
| 25 septembre 2001  | Nightfall of Diamonds                            | 16 octobre 1989 Meadowlands Arena (East Rutherford)          |                       | 196                       |
| mars 2002          | Postcards of the Hanging                         | 1973-1990 (plusieurs concerts)                               |                       |                           |
| 9 juillet 2002     | Steppin' Out with the Grateful Dead: England '72 | 7 avril - 26 mai 1972 (plusieurs concerts en Angleterre)     |                       | 160                       |
| 15 juillet 2002    | View from the Vault, Volume Three                | 16 juin 1990 Shoreline Amphitheatre (Mountain View)          |                       |                           |
| 22 octobre 2002    | Go to Nassau                                     | 15-16 mai 1980 Nassau Coliseum (Uniondale)                   |                       |                           |
| 25 mars 2003       | Birth of the Dead                                | 1965-1967 (plusieurs concerts)                               |                       |                           |
| 8 avril 2003       | View from the Vault, Volume Four                 | 24 & 26 juillet 1987 Oakland Stadium & Anaheim Stadium       |                       |                           |
| 11 novembre 2003   | The Closing of Winterland                        | 31 décembre 1978 Winterland Arena (San Francisco)            |                       |                           |
| 25 mai 2004        | Rockin' the Rhein with the Grateful Dead         | 24 avril 1972 Rheinhalle (Düsseldorf)                        |                       | 74                        |
| 15 mars 2005       | The Grateful Dead Movie Soundtrack               | 16-20 octobre 1974 Winterland Arena (San Francisco)          |                       |                           |
| 25 mars 2005       | Rare Cuts and Oddities 1966                      | 1966 (plusieurs concerts)                                    |                       |                           |
| 12 juillet 2005    | Truckin' Up to Buffalo                           | 4 juillet 1989 Rich Stadium (Orchard Park)                   |                       | 137                       |
| 25 novembre 2005   | Fillmore West 1969                               | 27 février - 2 mars 1969 Fillmore West (San Francisco)       |                       | 272 (Top Internet Albums) |
| 19 janvier 2007    | Live at the Cow Palace                           | 31 décembre 1976 Cow Palace (Daly City)                      |                       |                           |
| 26 juin 2007       | Three from the Vault                             | 19 février 1971 Capitol Theatre (Port Chester)               |                       |                           |
| avril 2008         | Winterland 1973: The Complete Recordings         | 9-11 novembre 1973 Winterland Arena (San Francisco)          |                       |                           |
| 30 septembre 2008  | Rocking the Cradle: Egypt 1978                   | 15-16 septembre 1978 Sound and Light Theater (Gizeh)         |                       |                           |
| 7 avril 2009       | To Terrapin: Hartford '77                        | 28 mai 1977 Hartford Civic Center (Hartford                  |                       | 59                        |
| 1er octobre 2009   | Winterland June 1977: The Complete Recordings    | 7-9 juin 1977 Winterland Arena (San Francisco)               |                       |                           |
| 20 avril 2010      | Crimson White and Indigo                         | 7 juillet 1989 John F. Kennedy Stadium (Philadelphie)        |                       |                           |
| 7 septembre 2010   | Formerly the Warlocks                            | 8-9 octobre 1989 Hampton Coliseum (Hampton)                  |                       |                           |
| 1er septembre 2011 | Europe '72: The Complete Recordings              | 7 avril – 26 mai 1972 (plusieurs concerts en Europe)         | Or                    |                           |
| 20 septembre 2011  | Europe '72 Volume 2                              | 7 avril – 26 mai 1972 (plusieurs concerts en Europe)         |                       | 72                        |
| 31 août 2012       | Spring 1990                                      | 16 mars – 2 avril 1990 (plusieurs concerts aux États-Unis)   |                       |                           |
| 18 septembre 2012  | Spring 1990: So Glad You Made It                 | 16 mars – 2 avril 1990 (plusieurs concerts aux États-Unis)   |                       |                           |
| 23 novembre 2012   | Winterland: May 30th 1971                        | 30 mai 1971 Winterland Ballroom (San Francisco)              |                       |                           |